# Marié(s) ou presque
Pour plus de détails, voir Fiche technique et Distribution.
Marié(s) ou presque est un film français réalisé par Franck Llopis et sorti en 2008.

## Fiche technique
- Réalisation : Franck Llopis
- Scénario : Maryline Mahieu
- Production : Les Films du Lotus , Every Pictures, Digital Touch
- Directeur de la photo : Julien Meurice
- Ingénieur du son : Florent Livet
- Musique : Jean-François Chalaffre[1]
- Montage :
- Genre : comédie
- Durée : 76 minutes
- Dates de sortie: 
  - 30 avril 2008

## Distribution
- Bernard Le Coq
- Emma Colberti
- Michel Crémadès
- Julien Courbey
- Catherine Alric

## Critiques
Pour Ecranlarge, « Marié(s) ou presque est donc un film insolent et audacieux qui révèle plus de qualités qu'il n'y paraît au premier abord ».